# Miss îles Turques-et-Caïques
Miss Îles Turques-et-Caïques est un concours de beauté annuel tenu aux Îles Turques-et-Caïques. 
Différentes jeunes femmes peuvent être représentantes des Îles Turques-et-Caïques aux concours de Miss Univers, Miss Monde, Miss Terre et Miss International.

## Miss
| Année | Nom                      | Election          | Placement | Prix                   |
| ----- | ------------------------ | ----------------- | --------- | ---------------------- |
| 1979  | Constance Lightbourne    | Miss Univers 1980 | 59th      |                        |
| 1980  | Francis Rigby            | Miss Univers 1981 | 71st      |                        |
| 1981  | Jacqueline Astwood       | Miss Univers 1982 | 57th      |                        |
| 1982  | Lolita Ariza             | Miss Univers 1983 | 56th      |                        |
| 1983  | Deborah Lindsley         | Miss Univers 1984 | 81st      |                        |
| 1984  | Miriam Coralita Adams    | Miss Univers 1985 | 74th      |                        |
| 1985  | Barbara Bulah Mae Capron | Miss Univers 1986 |           |                        |
| 1986  | Carmelita Ariza          | Miss Univers 1987 | 7th place |                        |
| 1987  | Edna Smith               | Miss Univers 1988 | 39th      |                        |
| 1988  | Sharon Simons            | Miss Univers 1989 |           | Miss Congeniality (en) |
| 1989  | Karen Been               | Miss Univers 1990 | 56th      |                        |
| 1990  | Kathy Hawkins            | Miss Univers 1991 | 70th      |                        |
| 1991  | Barbara Johnson          | Miss Univers 1992 | 63        | Miss Congeniality (en) |
| 1992  | Michelle Mills           | Miss Univers 1993 | 66th      |                        |
| 1993  | Eulease Walkin           | Miss Univers 1994 | 69th      |                        |
| 1994  | Sharleen Grant           | Miss Univers 1995 | 77th      |                        |
| 1995  | Shaneika Lightbourne     | Miss Univers 1996 | 76th      |                        |
| 1996  | Keisha Delancy           | Miss Univers 1997 | 72nd      |                        |
| 1998  | Shantel Stubbs           | Miss Univers 1999 |           |                        |
| 1999  | Clintina Gibbs           | Miss Univers 2000 |           |                        |
| 2000  | Shereen Gardiner         | Miss Univers 2001 |           |                        |
| 2001  | Euwonka Selver           | -                 |           |                        |
| 2003  | Shamara Ariza            | Miss Univers 2004 |           |                        |
| 2004  | Weinika Ewing            | Miss Univers 2005 |           |                        |
| 2005  | Shavenna Been            | Miss Univers 2006 |           |                        |
| 2006  | Saneita Been             | Miss Univers 2007 |           |                        |
| 2007  | Angelica Lightbourne     | Miss Univers 2008 |           |                        |
| 2008  | Jewel Selver             | Miss Univers 2009 |           |                        |
| 2011  | Easher Parker            | Miss Univers 2011 |           |                        |

## Lien
- « Miss Turks & Caicos »(Archive.org • Wikiwix • Archive.is • Google • Que faire ?)